# دریاچه حمص
دریاچه حمص (به عربی: بحیرة قطینة) یک مخزن سد در سوریه است که در استان حمص واقع شده‌است.